# Kvinesheitunnel
Der Kvinesheitunnel an der Sørlandsbane liegt westlich von Snartemo in Hægebostad in Norwegen und ist 9.065 Meter lang. Von 1944 bis 1973 war er der längste Eisenbahntunnel in Norwegen. 
Die gerade Strecke innerhalb des Tunnels beträgt 9.020 Meter. Das ist in dieser Hinsicht der längste Abschnitt in Norwegen. Sie ist fünf Meter länger als die gerade Strecke im 14.580 Kilometer langen Romeriksporten an der Gardemobane.
Für den Bau des Tunnels wurden zwei Akkumulator-Schmalspurlokomotiven der Baureihe NSB Ska 207 gebaut. Beim Bau hatte man im Tunnel zwischen dem Normalspurgleis ein Schmalspurgleis eingebaut. Im Bereich der Arbeitsstelle bestanden Ausweichgleise, um wegen der langen Fahrzeiten vor Abfahrt der vollen Garnitur eine weitere leere Abraumgarnitur bereitstellen zu können.